# Калтукское сельское поселение (Братский район)
Калтукское сельское поселение — муниципальное образование со статусом сельского поселения в 
Братском районе Иркутской области России. Административный центр — село Калтук.

## Демография
По результатам Всероссийской переписи населения 2010 года
численность населения муниципального образования составила 1792 человека, в том числе 833 мужчины и 959 женщин.

## Населённые пункты
- село Калтук
- посёлок Черемшанка